# Marios Vichos
Marios Vichos (Fócida, Grecia, 14 de enero de 2000) es un futbolista griego. Juega de defensa y su equipo actual es el Levadiakos de la Superliga de Grecia.

## Clubes
| Club             | País   | Año   | Part. | Goles |
| ---------------- | ------ | ----- | ----- | ----- |
| Levadiakos F. C. | Grecia | 2018- | 56    | 3     |

## Palmarés

### Campeonatos nacionales
| Título                      | Club             | País   | Año     |
| --------------------------- | ---------------- | ------ | ------- |
| Segunda Superliga de Grecia | Levadiakos F. C. | Grecia | 2021-22 |